# Megalopsalis inconstans
Megalopsalis inconstans är en spindeldjursart som beskrevs av Forster 1944. Megalopsalis inconstans ingår i släktet Megalopsalis och familjen Monoscutidae. Inga underarter finns listade i Catalogue of Life.